# Sweet Home Alabama
Sweet Home Alabama è un singolo del gruppo musicale statunitense Lynyrd Skynyrd, pubblicato il 24 giugno 1974 come secondo estratto dal secondo album in studio Second Helping.
La canzone, tra le più note nella storia del rock, è stata inserita nella lista delle 500 migliori canzoni secondo Rolling Stone.

## Descrizione
Presente in moltissimi film, è giudicata la canzone on the road per eccellenza. Il brano è arrivato alla posizione numero 8 nella classifica statunitense nell'agosto 1974 e nacque come risposta ad Alabama e Southern Man, due canzoni di Neil Young nelle quali egli aveva criticato l'Alabama (e tutto il sud degli Stati Uniti d'America in generale) per il perdurante razzismo nei confronti dei neri, infatti la canzone dice esplicitamente: «spero che Neil Young lo ricordi, un uomo del sud non ha bisogno di lui».
Well, I heard ole Neil put her down.

Well, I hope Neil Young will remember

a southern man don't need him around anyhow.»
ho sentito il vecchio Neil umiliarla.

Beh, spero che Neil Young si ricordi

che un uomo del sud comunque non ha bisogno di lui»
(Sweet Home Alabama, Lynyrd Skynyrd)
Neil Young  ha dichiarato di ammirare Sweet Home Alabama e di essere un fan di Ronnie Van Zant, cantante dei Lynyrd Skynyrd; ha anche detto di essere «orgoglioso di avere il [proprio] nome in una loro canzone». Occasionalmente Young ha anche cantato Sweet Home Alabama in qualche suo concerto. Nel contempo Van Zant ha spesso indossato sul palco una maglietta con l'immagine di Neil Young mentre cantava questa canzone.
A suggello definitivo sulla questione, Young nella sua autobiografia del 2013 intitolata Il sogno di un hippie dichiarò a proposito: «La mia canzone Alabama si è largamente meritata la stoccata che mi diedero i Lynyrd Skynyrd con quel loro grande disco. Quando la sento oggi, non mi piace il testo. È accusatorio e sussiegoso, non pienamente ponderato e troppo facile da fraintendere».

### Composizione e registrazione
Durante una sessione in studio di registrazione, Ed King sentì Gary Rossington che suonava un riff di chitarra che lo ispirò (infatti, questo riff è udibile nella versione finale della canzone e viene suonato durante le strofe come contrappunto alla progressione di accordi principale del brano). In varie interviste, King raccontò che quella stessa notte, tutta la melodia della canzone, compresi gli assoli, gli giunsero in sogno, nota per nota. Quindi il giorno successivo King introdusse la canzone agli altri membri del gruppo. Ronnie Van Zant si occupò di scrivere il testo.
Una versione dal vivo di Sweet Home Alabama presente nella compilation Collectybles data la composizione del brano a fine estate del 1973, poiché la versione in questione fu registrata il 30 ottobre dello stesso anno.
La traccia base del brano venne incisa presso lo Studio One di Doraville, Georgia, da King (chitarra), Wilkeson (basso), e Burns (batteria). King impiegò un amplificatore Marshall appartenuto ad Allen Collins. La chitarra suonata da King durante la sessione, una Fender Stratocaster del 1972, è ora esposta presso il Rock and Roll Hall of Fame Museum di Cleveland, Ohio.
Curiosamente, nessuno dei tre autori della canzone è originario dell'Alabama. Ronnie Van Zant e Gary Rossington erano entrambi nati a Jacksonville, Florida; mentre Ed King era originario di Glendale, California.

## Tracce
1. Sweet Home Alabama – 4:45
2. Take Your Time – 7:23

## Citazioni in altre opere

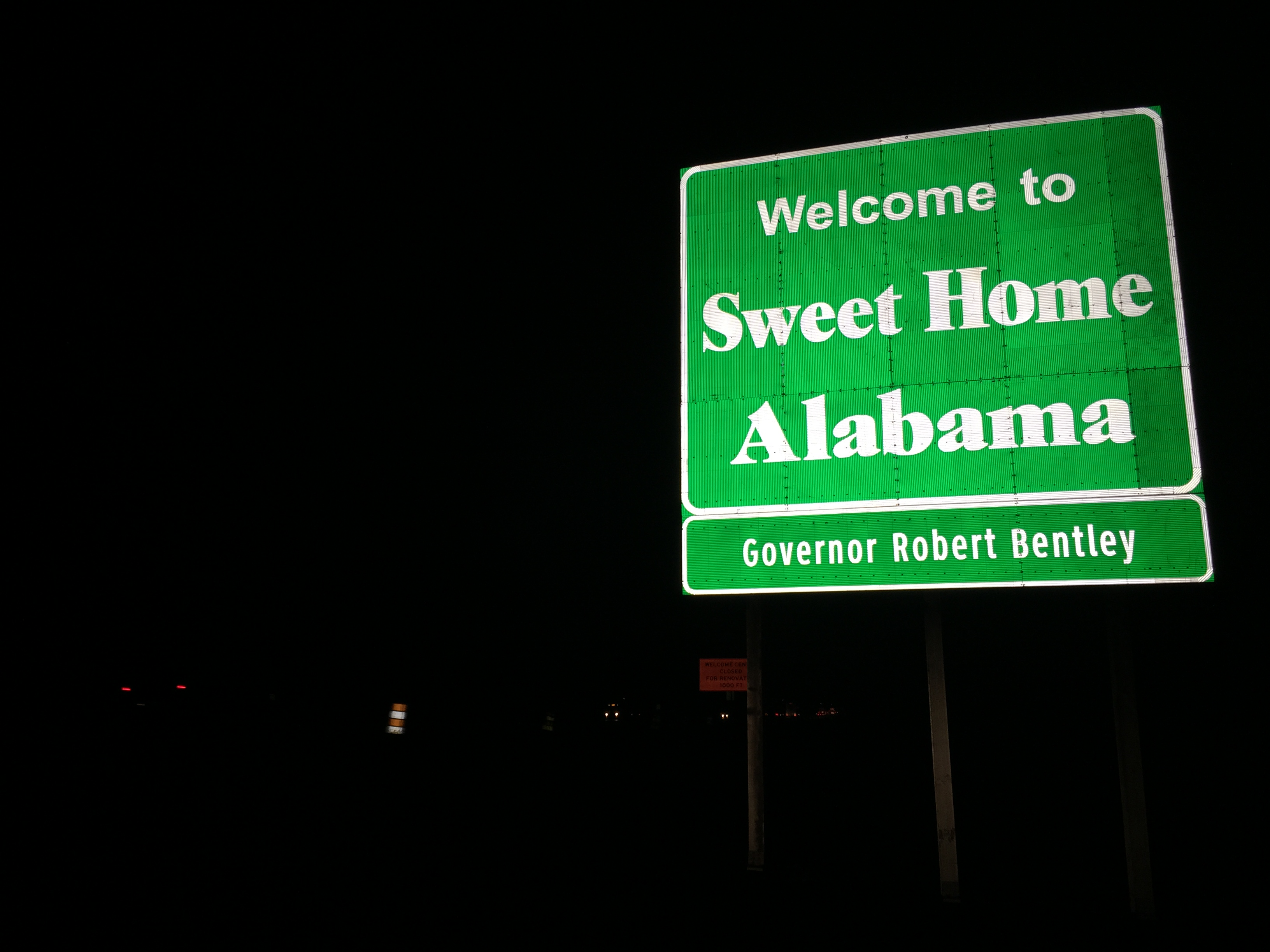
Cartello lungo l'Interstate 10 in direzione est entrando nella contea di Mobile, Alabama, dalla contea di Jackson, Mississippi.

Sweet Home Alabama si può sentire all'interno di numerose produzioni cinematografiche, televisive e su internet è spesso usata come base per meme riguardanti l'incesto, stereotipo che colpisce il Sud degli Stati Uniti e in particolare l'Alabama. In particolare si citano:
- Nel film del 2004 La ragazza della porta accanto, Kelly il produttore della protagonista ascolta la canzone in una cabriolet ridendo per aver appena fregato il protagonista.
- È stata la colonna sonora dell'edizione del 2000 del ppv WWE Armageddon
- All'inizio del remake cult e horror per eccellenza Non aprite quella porta diretto da Marcus Nispel, dove cinque ragazzi a bordo di un furgone si dirigono al concerto degli stessi Lynyrd Skynyrd andando incontro ad un massacro;
- Nel film di Curtis Hanson 8 Mile, sulla base della quale Eminem e Mekhi Phifer improvvisano un freestyle;
- Nella colonna sonora del film di Luciano Ligabue, Radiofreccia;
- Nel film Sweet Home Alabama del 2002 (in Italia Tutta colpa dell'amore), con Reese Witherspoon e Patrick Dempsey;
- È cantata a squarciagola anche dai detenuti in fuga sull'aereo di Con Air (1997) (Steve Buscemi ricorda che i cantanti morirono in un incidente aereo), di Simon West con Nicolas Cage ed usata, nello stesso film, come canzone conclusiva;
- È cantata da Bart e Marge nella puntata "Marge e l'intossicazione da figlio" della serie animata I Simpson (episodio GABF20);
- Compare nel film Sahara del 2005, con Matthew McConaughey e Penélope Cruz;
- All'interno del film Forrest Gump, sottofondo del ballo fra Jenny e Forrest, presente insieme alla canzone Free Bird;
- Alla fine della puntata 5 della terza stagione di Malcolm,intitolata Un'offerta per la chiesa.
- Nel film Allarme rosso, in sottofondo, mentre Denzel Washington stira le camicie e parla con Viggo Mortensen (il nome del sottomarino è, appunto, U.S.S. Alabama).
- Nel film del 1995 Da morire, Nicole Kidman balla davanti a Joaquin Phoenix sulle note di Sweet Home Alabama.
- Alla fine del video iniziale del videogioco TOCA Race Driver prodotto da Codemasters.
- All'inizio del film d'animazione Cattivissimo me (2010).
- Nel videogioco della Blizzard Entertainment intitolato Starcraft 2, all'interno del bar c'è un juke box e tra le canzoni ivi contenute è presente Sweet Home Alabama.
- Sweet Home Alabama viene citata nella canzone di Max Pezzali Fiesta Baby dall'album Terraferma del 2011.

## Cover
- Nell'album Chick Flicks della cantante Jewel è presente una cover di Sweet Home Alabama.
- Nell'album Skynyrd Frynds, raccolta di cover dei Lynyrd Skynyrd, Sweet Home Alabama è eseguita dagli Alabama.
- Nell'album Fuel to the Flames e One Acoustic Night del gruppo tedesco Bonfire sono presenti rispettivamente una cover hard rock e una versione tradizionale (acustica) di Sweet Home Alabama.
- Nell'album After the fire del gruppo inglese Skrewdriver.
- Nell'album Credence Collection - Volume I dei Creedence Clearwater Revival è presente un'ulteriore cover del brano.

## Altri utilizzi
Il singolo All Summer Long di Kid Rock del 2008 contiene un campionamento del brano, così come Licantropo Vegano degli Elio e le Storie Tese. 
Dave Mustaine, chitarrista e cantante dei Megadeth, ha dichiarato che durante la sua permanenza nei Metallica, ha composto la parte centrale del brano "The Four Horseman" insiprandosi chiaramente al riff di Sweet Home Alabama.